# Robotbror
|  | Denne artikel er oprettet af botten Steenthbot ud fra en ekstern database. Den kan derfor have sproglige fejl eller mangler. Denne skabelon kan fjernes efter kontrol af indholdet. |

Robotbror er en dansk børnefilm fra 2022 instrueret af Frederik Nørgaard.

## Handling
I en nær fremtid er klimaproblemerne løst. Alt er lyst og grønt og dejligt - og alle børn har tilmed deres egne menneskelignende robotter, der følger dem rundt som personlige assistenter. 11-årige Alberte har til gengæld en virkelig forældet én af slagsen – Robbi, som mest af alt ligner en forvokset bamse. Og hun føler sig udenfor af samme grund. Men hendes popularitet vender, da hun i fødselsdagsgave får den nyeste humanoid-model på markedet. Ind træder Konrad, den mest livagtige robot, der nogensinde er set. Han ligner faktisk 1:1 et menneskebarn. Efterhånden begynder Alberte at føle en ægte forbindelse til Konrad – men kan man overhovedet være venner med en robot?

## Medvirkende
- Selma Iljazovski, Alberte
- Philip Elbech Andresen, Konrad
- Lars Brygmann, Robbi, stemme
- Kristian Holm Joensen, Robbi, krop
- Lise Baastrup, Tine
- Kristian Ibler, Torben
- Emilý Rós Margrétardórttir, Ingeborg
- Sophia Johar, Solfryd
- Emil Stenlund, Henrik
- Marinus Refnov, Richard
- Olivia Melgaard Henriksen, Liza
- Emina Mustagrudic, Hannah
- Nicklas Troensegaard, Zuko
- Esben Wormslev, Povl
- Karo Kozak, Kamilla